# Орден српске заставе
Орден српске заставе је одликовање Републике Србије установљено 26. октобра 2009. године „Законом о одликовањима Републике Србије“. Аутор идејног решења Ордена српске заставе је академски вајар Митар Петковић, руководилац уметничког студија у Заводу за израду новчаница и кованог новца - Топчидер.

## Законски основ
Орден се додељује указом Председника Републике Србије, обично поводом Дана државности Републике Србије. Додељује се за нарочите заслуге у развијању међународних односа између Републике Србије и других држава, односно међународних организација, као и за истакнуте заслуге у развијању и учвршћивању мирољубиве сарадње и пријатељских односа између Републике Србије и других држава.
Орден српске заставе има три степена.

## Списак одликованих
Од увођења ордена 2010. године, одликовани су: 
| Име и презиме                  | Степен | Година | Опис заслуге | Напомена                                  |
| ------------------------------ | ------ | ------ | --- | ----------------------------------------- |
| Кензо Јонеда                   | Трећи  | 2011.  | За заслуге у развијању и учвршћивању мирољубиве сарадње и пријатељских односа између две земље. Иницијатор формирања Парламентарне лиге пријатељства Србије и Јапана у горњем дому јапанског парламента | Посланик у Јапанском парламенту           |
| Мицитаки Сузуки                | Трећи  | 2011.  | За заслуге у развијању и учвршћивању мирољубиве сарадње и пријатељских односа између две земље. Заслужан за развој студија српског језика и школовање српских студената са Универзитета у Београду и Новом Саду у Јапану                                                                                            | Професор на Универзитету Окајама          |
| Георгиј Сергејевич Полтавченко | Први   | 2012.  | За нарочите заслуге у развијању међународних односа и пријатељства народа Србије и Русије, својим професионалним залагањем дао је изузетан допринос унапређењу укупних билатералних односа Републике Србије и Руске Федерације и лично допринео напорима да се заштити српски народ, нарочито на Косову и Метохији. | губернатор Санкт Петербурга               |
| Жан Пјер Верне                 | Трећи  | 2012.  | За заслуге у развијању и учвршћивању мирољубиве сарадње и пријатељских односа између Србије и Француске. | француски историчар                       |
| Патрик Бесон                   | Трећи  | 2012.  | За нарочите заслуге у развијању и учвршћивању мирољубиве сарадње и пријатељских односа између Србије и Француске. | француски новинар                         |
| Mervet Zaki Hasan              | Трећи  | 2012.  | За заслуге и допринос очувању и неговању пријатељства Србије и Египта. |                                           |
| Андреас Христу                 | Трећи  | 2012.  | За заслуге и допринос очувању и неговању пријатељства Србије и Кипра. | Градоначелник Лимасола                    |
| Шигео Курихара                 | Трећи  | 2012.  | За заслуге и допринос очувању и неговању пријатељства Србије и Јапана. |                                           |
| Бранислав Ћирлић               | Трећи  | 2012.  | За заслуге и допринос очувању и неговању пријатељства Србије и Пољске. |                                           |
| Сергеј Шојгу                   | Први   | 2012.  | За нарочите заслуге у развијању међународних односа и пријатељства народа Србије и Русије. | Руски војник и државник                   |
| Тошио Цунозаки                 | Други  | 2012.  | За заслуге у развијању и учвршћивању сарадње и пријатељских односа између Србије и Јапана. | Јапански дипломата                        |
| Ли Гуобанг                     | Други  | 2012.  | За заслуге у развијању и учвршћивању сарадње и пријатељских односа између Србије и Кине. | Кинески дипломата                         |
| Веи Ђингхуи                    | Други  | 2012.  | За заслуге у развијању и учвршћивању сарадње и пријатељских односа између Србије и Кине. | Кинески дипломата                         |
| Ден Бартон                     | Други  | 2013.  | За заслуге у развијању и учвршћивању мирољубиве сарадње. | Бивши члан представничког дома САД        |
| Мигел Анхел Моратинос          | Први   | 2013.  | За нарочите заслуге у развијању међународних односа и пријатељства народа Србије и Шпаније. | Бивши министар иностраних послова Шпаније |
| Мохамед Дохлан                 | Други  | 2013.  | За заслуге у развијању и учвршћивању мирољубиве сарадње и пријатељских односа. | Саветник престолонаследника Абу Дабија    |
| Сергеј Шојгу                   | Први   | 2013.  | За нарочите заслуге у развијању међународних односа и пријатељства народа Србије и Русије. | Руски војник и државник                   |
| Ђорђе Михаиловић               | Други  | 2014.  | За нарочите заслуге у очувању културног и историјског наслеђа Србије, као и за развијање и учвршћивање сарадње и пријатељства између Грчке и Србије. |                                           |
| Сергеј Лавров                  | Први   | 2016.  | За нарочите заслуге у развијању међународних односа и пријатељства народа Србије и Русије. | Руски дипломата                           |
| Патријарх Теодор II            | Први   | 2017.  | За истакнуте заслуге у развијању и учвршћивању пријатељских односа и сарадње између Републике Србије и Православне Патријаршије александријске и све Африке. | Патријарх Александриски и све Африке.     |
| Виталиј Чуркин                 | Први   | 2017.  | постхумно | Руски дипломата                           |
| Андрија Мандић                 | Први   | 2021.  | | Српски политичар из Црне Горе             |
| Џон Харис                      | Други  | 2022.  | За различите заслуге у развијању и учвршћивању сарадње између Србије и САД. | Амерички генерал                          |
| Станислав Хочевар              | Први   | 2023.  | За различите заслуге у развијању и учвршћивању сарадње између Србије и Београдске надбискупије. | Бивши Београдски надбискуп и метрополит   |

### Изглед и траке одликовања
| Орден првог реда  | Орден другог реда | Орден трећег реда |
| ----------------- | ----------------- | ----------------- |
| Изглед одликовања |                   |                   |
|                   |                   |                   |
| Траке одликовања  |                   |                   |
|                   |                   |                   |